# Charles Fox Parham

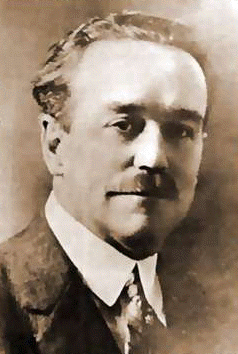
Charles Fox Parham

Charles Fox Parham (n. 4 iunie 1873 – d. 29 ianuarie 1929) a fost predicator și evanghelist american, considerat întemeietorul penticostalismului.

## Copilărie
Charles F. Parham s-a născut pe 4 iunie 1873, al treilea dintre cei cinci fii ai familiei Parham. Prima parte a vieții a fost marcată intermitent de boală. O infecție virală contractată pe când avea doar 6 luni l-a urmărit până la vârsta de 5 ani. A doua boală, mai gravă, a fost febra reumatică, foarte dureroasă, care l-a afectat de la vârsta de 9 ani. Ca urmare a acestor suferințe (și a altora) Parham a pus un mare accent, în teologia și slujirea sa, pe vindecarea bolilor. Încă de la vârsta de 9 ani, când a survenit primul puseu de febră reumatică, Parham a crezut că Dumnezeu îl cheamă să fie un slujitor al său. Convertirea a avut loc la 13 ani. La 15 ani ținea deja primele întâlniri evanghelistice, iar la 17 ani a început să studieze pentru a deveni pastor metodist. În 1891, febra reumatică a revenit atât de puternic, încât luni de zile a zăcut în dureri intense pe care nici morfina nu le-a putut alina. În acea perioadă de chin, Parham a început să rememoreze promisiunile biblice cu privire la vindecare și s-a rugat să fie vindecat. A avut parte de o însănătoșire în mai multe etape care i-a întărit credința că Dumnezeu continuă să lucreze nu doar la nivel spiritual, ci și la nivel fizic. În anii 1893–1900 a desfășurat o activitate predicatoricească intensă și s-a apropiat treptat de teologia mișcărilor „Holiness”. În 1898 a început să pună un accent deosebit pe vindecarea divină, propovăduind acest mesaj cu mult zel. S-au păstrat multe mărturii ale celor vindecați în urma rugăciunilor. Înainte de a-și pune problema teologică a botezului cu Duhul Sfânt și a vorbirii în limbi, Parham avea deja o teologie tipic penticostală, cu privire la boală, însă la vremea aceea n-ar fi caracterizat-o în acești termeni.

## Casa de vindecare Beth-El
În 1898 Parham s-a mutat în Topeka, capitala statului Kansas, și a întemeiat Casa de Vindecare Beth-el, un „minisanatoriu” unde oamenii bolnavi puteau veni ca să primească asistența spirituală necesară dobândirii credinței că pot fi vindecați. Parham n-a pretins niciodată că are puterea de a face vindecări, ci doar a proclamat că vindecarea este posibilă prin credință. În următorii doi ani (1898–1900) convingerile lui teologice au fost influențate de diferite mișcări cu care a venit în contact. Era perioada în care vindecătorul australian John Alexander Dowie proclama intens în America mesajul de vindecare fizică și implicare socială, iar armatele sale de voluntari luau cu asalt slum-urile din Chicago. Mișcarea Keswick, promovată, între alții, de D. L. Moody și R. A. Torrey, propovăduia „botezul Duhului” și o „viață mai înaltă” (Higher Life), iar Benjamin Hardin Irwin, fost pastor baptist, vestea „botezul cu Duhul Sfânt și cu foc”.

## „Stone’s Folly”
O influență semnificativă asupra lui Parham a avut și Frank W. Sandford, care ajunsese la convingerea că înaintea de eschaton creștinii trebuie să fie împuterniciți de Duhul Sfânt pentru a face „ultima strigare” misionară în toată lumea. În 1895, Sandford întemeiase comunitatea de la Shiloh, cu scopul de a pregăti misionari și evangheliști. Parham însuși a plecat să vadă această școală în iunie 1900. A rămas acolo șase săptămâni, iar apoi l-a însoțit pe Sandford într-un turneu de evanghelizare care l-a purtat până în Canada (Winnipeg, Manitoba). Motivat de exemplul celor de la Shiloh, s-a întors la Topeka și, la mijlocul lunii octombrie; a închiriat „Stone’s Folly”, un conac cu cincisprezece camere, la marginea orașului Topeka. Acolo a început o școală de studiu biblic cu 34 de studenți. Principalele accente ale teologiei lui Parham erau, pe atunci, trăirea prin credință și botezul Duhului, în vederea evanghelizării lumii. În decembrie, Parham și studenții au început să studieze în amănunt tema „botezului cu Duhul Sfânt”. Parham povestește că le-a dat studenților ca temă de studiu să afle ce spune Biblia despre botezul cu Duhul Sfânt și dovada primirii lui, după care a plecat în Kansas City timp de trei zile. La întoarcere, în dimineața zilei de 31 decembrie, studenții i-au raportat în unanimitate că semnul botezului cu Duhul este vorbirea în limbi. În seara aceleiași zile, mai spune el, studenta Agnes N. Ozman (devenită, prin căsătorie, La Berge) i-a cerut să se roage pentru ea, ca să primească Duhul Sfânt, în vederea misiunii într-o altă țară. Deși Parham a ezitat, în final și-a pus mâinile peste ea și s-a rugat, iar studenta a început să vorbească în limbi.
Agnes Ozman prezintă o versiune a evenimentului care conține două discrepanțe în raport cu aceea a lui Parham. Potrivit studentei, experiența glosolalică a avut loc în seara zilei de 1 ianuarie 1901, nu în ajun de An Nou. În plus, Ozman susține că n-a existat un consens prealabil între studenți cu privire la semnul inițial al botezului. Ea însăși a fost surprinsă de manifestare și a început un studiu detaliat cu privire la această experiență.